# Olsynium porphyreum
Olsynium porphyreum là một loài thực vật có hoa trong họ Diên vĩ. Loài này được (Kraenzl.) Ravenna mô tả khoa học đầu tiên năm 2001.